# MTV Entertainment Studios
Showtime/MTV Entertainment Studios (anteriormente conhecido como MTV Entertainment Studios, MTV Production Development e MTV Studios), foi um estúdio dedicado à produção e distribuição de filmes e programas de televisão. Funcionava como braço de produção da MTV Entertainment Group, uma subsidiária da divisão Paramount Media Networks, da Paramount Global. O estúdio produzia conteúdo voltado principalmente para adolescentes e adultos, incluindo programas originais para a MTV e seus canais-irmãos, além de filmes teatrais lançados pela Paramount Pictures.
O estúdio foi formalmente estabelecido em 2021, consolidando diversas iniciativas anteriores da MTV: a MTV Productions (1991), a MTV Films (1996), o MTV Production Development/MTV Studios (2003) e a versão relançada do MTV Studios em 2018.
Em 2023, a MTV Entertainment Studios se uniu à unidade de produção do Showtime, também subsidiária da Paramount, formando o Showtime/MTV Entertainment Studios. Em 2025, essa estrutura foi incorporada à Skydance Television, resultando na recriação da Paramount Television Studios, após a fusão da Paramount Global com a Skydance Media.

## História

Logotipo da MTV Films entre 2010 e 2013.

A MTV Productions começou originalmente em 1991 e entrou em expansão dois anos depois, com Doug Herzog atuando como presidente da unidade. Sua expansão foi produzir espetáculos para lançamento nos cinemas, TV aberta e a cabo, distribuição e mercado internacional. A MTV então assinou um contrato de dois filmes com a Geffen Pictures para começar a produção de filmes.
Apenas um filme saiu do acordo devido à aquisição da Paramount Pictures em 1994 pela empresa-mãe da MTV, a Viacom, Joe's Apartment, baseado em um curta exibido na MTV, foi lançado em 26 de julho de 1996, que arrecadou US$ 4,6 milhões com um orçamento de US$ 13 milhões. , tornando-se uma bomba de bilheteria. Pouco depois, a MTV Productions tentou produzir uma faixa de entretenimento chamada Real Time, a ser distribuída pela Viacom Enterprises, também de propriedade da Viacom, e programada para ir ao ar para a temporada de 1994-95, mas nunca foi materializada.
Logo após a Viacom comprar a Paramount Pictures, a Paramount começou a distribuir material da MTV e Nickelodeon, com suas respectivas divisões de filmes. Logo após o cancelamento do The Arsenio Hall Show, a Paramount começou a distribuir e produzir o The Jon Stewart Show da MTV para redifusão. 
Em 1994, o Paramount Television Group e a MTV Productions assinaram um acordo para desenvolver projetos encomendados pela MTV, e deram à Paramount o direito de preferência em projetos desenvolvidos pela MTV. Em 1995, David Gale foi nomeado chefe da MTV Films.
Para a temporada de 1997-98, a Paramount Network Television colaborou com a MTV Productions para produzir a comédia da NBC Jenny, a comédia Hitz da UPN, então emissora-irmã da MTV, e o drama Three da The WB, mas nenhum deles obteve sucesso além de sua primeira temporada.

A MTV desenvolveu seu primeiro longa-metragem em colaboração com a Paramount Pictures, Beavis and Butt-Head Do America, baseado no desenho animado da MTV Beavis and Butt-Head, que arrecadou US$ 63,1 milhões com um orçamento de US$ 12 milhões.

Logotipo da MTV Films até 2020

Em 21 de agosto de 1998, a MTV Films lançou outro filme, Dead Man on Campus, estrelado por Tom Everett Scott e Mark-Paul Gosselaar, que recebeu críticas negativas dos críticos, e foi um fracasso de bilheterias, arrecadando US$ 15,1 milhões com um orçamento de US$ 14 milhões.
Em 2001, a MTV produziu Zoolander sob a marca VH1 Films, que arrecadou US$ 60,7 milhões com um orçamento de US$ 28 milhões.
Em 2003, a MTV anunciou uma adaptação cinematográfica de Celebrity Deathmatch, com o criador Eric Fogel como escritor, produtor e diretor, mas foi cancelada no final do ano antes que a produção pudesse começar devido à MTV estar menos interessada em animação.[carece de fontes?]
Em 21 de agosto de 2006, Nickelodeon Movies, Comedy Central Films e MTV Films tornaram-se selos integrados ao Paramount Motion Pictures Group. Em 2017, a Paramount Players foi criada como uma associação com a MTV Films, Nickelodeon Movies e BET Films. Em 2019, a MTV Studios lançou a MTV Documentary Films, um selo que produz e adquire documentários. Em 2020, a MTV Films foi incorporada à MTV Studios. No ano seguinte, MTV Studios tornou-se a MTV Entertainment Studios, abrangendo conteúdo para e baseado em todas as marcas do MTV Entertainment Group.[carece de fontes?]

## Produções

### Filmes
| Título                             | Companhia Produtora | Data de lançamento                                            | Orçamento        |
| ---------------------------------- | --- | ------------------------------------------------------------- | ---------------- |
| Joe's Apartment                    | Warner Bros. / Geffen Pictures / Blue Sky Studios (Animação) / MTV Films                                                       | 26 de Julho de 1996                                           | US$ 13 Milhões   |
| Beavis and Butt-Head Do America    | Paramount Pictures / MTV Animation / Geffen Pictures / MTV Films                                                               | 20 de Dezembro de 1996                                        | US$ 12 Milhões   |
| Dead Man on Campus                 | Paramount Pictures / Pacific Western Productions / MTV Filmes                                                                  | 21 de Agosto de 1998                                          | US$ 14 Milhões   |
| Varsity Blues                      | Paramount Pictures / MTV Films                                                                                                 | 15 de janeiro de 1999                                         | US$ 16 Milhões   |
| 200 Cigarettes                     | Paramount Pictures / Lakeshore Entertainment / MTV Films                                                                       | 26 de Fevereiro de 1999                                       | US$ 6 Milhões    |
| Election                           | Paramount Pictures / MTV Films                                                                                                 | 23 de abril de 1999 26 de novembro de 1999                    | US$ 16 Milhões   |
| South Park: Bigger, Longer & Uncut | Paramount Pictures / Comedy Central Films; Scott Rudin Productions / Braniff Productions                                       | 30 de junho de 1999                                           | US$ 21 Milhões   |
| The Wood                           | Paramount Pictures / MTV Films                                                                                                 | 18 de Agosto de 2000                                          | US$ 6 Milhões    |
| The Original Kings of Comedy       | Paramount Pictures / Latham Entertainment / 40 Acres & A Mule Filmworks / MTV Films                                            | 12 de Janeiro de 2001                                         | US$ 3 Milhões    |
| Save the Last Dance                | Paramount Pictures / MTV Films                                                                                                 | 12 de janeiro de 2001 20 de abril de 2001 27 de abril de 2001 | US$ 13 Milhões   |
| Pootie Tang                        | Paramount Pictures / Chris Rock Productions / MTV Films                                                                        | 29 de Junho de 2001                                           | US$ 7 Milhões    |
| Zoolander                          | Paramount Pictures / VH1 Films; Village Roadshow Pictures / NPV Entertainment / Red Hour Productions / Scott Rudin Productions | 28 de Setembro de 2001                                        | US$ 28 Milhões   |
| Orange County                      | Paramount Pictures / MTV Films                                                                                                 | 11 de Janeiro de 2002                                         | US$ 18 Milhões   |
| Crossroads                         | Paramount Pictures / Zomba Films / MTV Films                                                                                   | 15 de Fevereiro de 2002                                       | US$ 12 Milhões   |
| Jackass: The Movie                 | Paramount Pictures / Dickhouse Productions / Lynch Siderow Productions                                                         | 25 de Outubro de 2002                                         | US$ 5 Milhões    |
| Better Luck Tomorrow               | Paramount Pictures / MTV Films                                                                                                 | 11 de Setembro de 2003                                        | US$ 250.000      |
| The Fighting Temptations           | Paramount Pictures / MTV Films                                                                                                 | 19 de Setembro de 2003                                        | US$ 30 Milhões   |
| The Perfect Score                  | Paramount Pictures / MTV Films                                                                                                 | 30 de Janeiro de 2004                                         | –                |
| Napoleon Dynamite                  | Fox Searchlight Pictures / Paramount Pictures / HH Films / MTV Films                                                           | 27 de Agosto de 2004                                          | US$ 400.000      |
| Coach Carter                       | Paramount Pictures / Tollin/Robbins Productions / MTV Films                                                                    | 14 de Janeiro de 2005                                         | US$ 30 Milhões   |
| The Longest Yard                   | Paramount Pictures / Columbia Pictures / Happy Madison Productions / Callahan Filmworks                                        | 27 de Maio de 2005                                            | US$ 82 Milhões   |
| Hustle & Flow                      | Paramount Classics / New Deal Entertainment / MTV Films                                                                        | 22 de Julho de 2005                                           | US$ 2,8 Milhões  |
| Get Rich or Die Tryin'             | Paramount Pictures / G-Unit Films / Interscope / Shady / Aftermath Films                                                       | 9 de Novembro de 2005                                         | US$ 40 Milhões   |
| Jackass Number Two                 | Paramount Pictures / Dickhouse Productions / Lynch Siderow Productions                                                         | 22 de Setembro de 2006                                        | US$ 11.5 Milhões |
| Save the Last Dance 2              | Paramount Home Entertainment                                                                                                   | 6 de Outubro de 2006                                          | US$ 5 Milhões    |
| Freedom Writers                    | Paramount Pictures / Jersey Films / Double Feature Films / MTV Films                                                           | 5 de Janeiro de 2007                                          | US$ 21 Milhões   |
| Blades of Glory                    | DreamWorks / Red Hour Films / Smart Entertainment / MTV Films                                                                  | 30 de Março de 2007                                           | US$ 53 Milhões   |
| Stop-Loss                          | Paramount Pictures / MTV Films                                                                                                 | 28 de Março de 2008                                           | US$ 25 Milhões   |
| Dance Flick                        | Paramount Pictures / Wayans Bros. Entertainment / MTV Films                                                                    | 22 de Maio de 2009                                            | US$ 25 Milhões   |
| Jackass 3D                         | Paramount Pictures / Dickhouse Productions                                                                                     | 15 de Outubro de 2010                                         | US$ 20 Milhões   |
| Justin Bieber: Never Say Never     | Paramount Pictures / Insurge Pictures / AEG Live / The Island Def Jam Music Group / MTV Films                                  | 11 de Fevereiro de 2011                                       | US$ 13 Milhões   |
| Footloose                          | Paramount Pictures / Spyglass Entertainment                                                                                    | 14 de Outubro de 2011                                         | US$ 24 Milhões   |
| Katy Perry: Part of Me             | Paramount Pictures / Insurge Pictures / Imagine Entertainment / AEG Live / Capitol Records / MTV Films                         | 3 de Julho de 2012                                            | US$ 12 Milhões   |
| Hansel & Gretel: Witch Hunters     | Paramount Pictures / Metro-Goldwyn-Mayer / Gary Sanchez Productions / MTV Films                                                | 25 de Janeiro de 2013                                         | US$ 50 Milhões   |
| Jackass Presents: Bad Grandpa      | Paramount Pictures / Dickhouse Productions / MTV Films                                                                         | 25 de Outubro de 2013                                         | US$ 13 Milhões   |
| Project Almanac                    | Paramount Pictures / Insurge Pictures / Platinum Dunes / MTV Films                                                             | 30 de Janeiro de 2015                                         | US$ 12 Milhões   |
| Eli                                | Netflix / Paramount Pictures / Paramount Players / Intrepid Pictures / MTV Films                                               | 18 de Janeiro de 2019                                         | US$ 11 Milhões   |
| Jackass Forever                    | Dickhouse Productions / Gorilla Flicks / Paramount Pictures                                                                    | 4 de Fevereiro de 2022                                        | US$ 10 Milhões   |